# Lycodonomorphus
Lycodonomorphus – rodzaj węży z rodziny Lamprophiidae.

## Rozmieszczenie geograficzne
Rodzaj obejmuje gatunki występujące w Afryce (Kongo, Demokratyczna Republika Konga, Rwanda, Tanzania, Zambia, Angola, Malawi, Mozambik, Zimbabwe, Botswana, Eswatini, Lesotho i Południowa Afryka). 

## Systematyka
Rodzaj zdefiniował w 1843 roku austriacki zoolog Leopold Fitzinger w publikacji własnego autorstwa zatytułowanej Systematyka gadów. Część pierwsza, Amblyglossae. Gatunkiem typowym jest (oryginalne oznaczenie) L. rufulus.

### Etymologia
- Lycodonomorphus: rodzaj Lycodon Fitzinger, 1826; gr. μορφη morphē ‘forma, wygląd’[9] .
- Ablabes: gr. αβλαβης ablabēs ‘niekrzywdzący, nieszkodliwy, niewinny’[10]. Gatunek typowy (późniejsze oznaczenie): Coluber rufulus Lichtenstein, 1823.
- Neusterophis: gr. νευστηρ neustēr ‘pływak’[11]; οφις ophis, οφεως opheōs ‘wąż’[12]. Gatunek typowy (oznaczenie monotypowe): Natrix laevissima Günther, 1862.
- Ablabophis: gr. αβλαβης ablabēs ‘niekrzywdzący, nieszkodliwy, niewinny”’[10]; οφις ophis, οφεως opheōs ‘wąż’[12]. Gatunek typowy (oznaczenie monotypowe): Coluber rufulus Lichtenstein, 1823.
- Glypholycus: gr. γλυφις gluphis, γλυφιδος gluphidos ‘karb, rowek’, od γλυφω gluphō ‘grawerować, ryć’[13]; λυκος lukos ‘wilk’[14]. Gatunek typowy (oznaczenie monotypowe): Glypholycus bicolor Günther, 1893.
- Nerophidion: gr. ναρος naros ‘płynący’[15]; οφιδιον ophidion ‘wężyk, mały wąż’, zdrobnienie od οφις ophis, οφεως opheōs ‘wąż’[12]. Gatunek typowy (oznaczenie monotypowe): Nerophidion hypsirhinoides Werner, 1924 (= Glypholycus bicolor Günther, 1893).

### Podział systematyczny
Do rodzaju należą następujące gatunki: 
- Lycodonomorphus bicolor (Günther, 1893)
- Lycodonomorphus laevissimus (Günther, 1862)
- Lycodonomorphus leleupi (Laurent, 1950)
- Lycodonomorphus mlanjensis Loveridge, 1953
- Lycodonomorphus obscuriventris Fitzsimons, 1963
- Lycodonomorphus rufulus (Lichtenstein, 1823)
- Lycodonomorphus whytii (Boulenger, 1897)